# Rancho Cordova
Rancho Cordova je město ve Spojených státech amerických. Nachází se v okrese Sacramento County ve státě Kalifornie. Ve městě žije přibližně 79 tisíc obyvatel a jeho rozloha činí 87,7 km².
Své sídlo zde mají společnosti Aerojet Rocketdyne a Aerojet.